# Antiphrisson niger
Antiphrisson niger är en tvåvingeart som beskrevs av Pavel Lehr 1970. Antiphrisson niger ingår i släktet Antiphrisson och familjen rovflugor. Inga underarter finns listade i Catalogue of Life.